# Lista över vinnare av Hugopriset för bästa kortroman
Lista över vinnare av Hugopriset i kategorin bästa kortroman. Priset delas ut till science fiction- eller fantasyromaner som publicerats eller översatts till engelska under föregående kalenderår. Priset delas ut till böcker bestående av mellan 17 500 och 40 000 ord.
Flest priser har Connie Willis vunnit med fyra stycken, hon och Robert Silverberg har också flest nomineringar med åtta stycken.

## Vinnare och övriga nominerade
| År   | Vinnare                                                                                       | Övriga nominerade |
| ---- | --------------------------------------------------------------------------------------------- | --- |
| 1968 | - Riders of the Purple Wage av Philip José Farmer - Weyr Search av Anne McCaffrey             | - Damnation Alley av by Roger Zelazny - The Star Pit av Samuel R. Delany - Hawksbill Station av Robert Silverberg |
| 1969 | Nightwings av Robert Silverberg                                                               | - Dragonrider av Anne McCaffrey - Lines of Power av Samuel R. Delany - Hawk Among the Sparrows av Dean McLaughlin |
| 1970 | Ship of Shadows av Fritz Leiber                                                               | - A Boy and His Dog av Harlan Ellison - We All Die Naked av James Blish - Dramatic Mission av Anne McCaffrey - To Jorslem av Robert Silverberg |
| 1971 | Ill Met in Lankhmar av Fritz Leiber                                                           | - The Thing in the Stone av Clifford D. Simak - The Region Between av Harlan Ellison - The World Outside av Robert Silverberg - Beastchild av Dean R. Koontz                                                                                      |
| 1972 | The Queen of Air and Darkness av Poul Anderson                                                | - A Meeting with Medusa av Arthur C. Clarke - The Fourth Profession av Larry Niven - Dread Empire av John Brunner - A Special Kind of Morning av Gardner R. Dozois                                                                                |
| 1973 | The Word for World is Forest av Ursula K. Le Guin                                             | - The Gold at the Starbow’s End av Frederik Pohl - The Fifth Head of Cerberus av Gene Wolfe - Hero av Joe Haldeman - The Mercenary av Jerry Pournelle                                                                                             |
| 1974 | The Girl Who Was Plugged In av James Tiptree, Jr.                                             | - The Death of Doctor Island av Gene Wolfe - Death and Designation Among the Asadi av Michael Bishop - The White Otters of Childhood av Michael Bishop - Chains of the Sea” av Gardner Dozois                                                     |
| 1975 | A Song for Lya av George R. R. Martin                                                         | - Strangers av Gardner Dozois - Born with the Dead av Robert Silverberg - Riding the Torch av Norman Spinrad - Assault on a City av Jack Vance |
| 1976 | Home Is the Hangman av Roger Zelazny                                                          | - The Storms of Windhaven av George R. R. Martin och Lisa Tuttle - ARM av Larry Niven - The Silent Eyes of Time av Algis Budrys - The Custodians av Richard Cowper                                                                                |
| 1977 | - By Any Other Name av Spider Robinson - Houston, Houston, Do You Read? av James Tiptree, Jr. | - The Samurai and the Willows av Michael Bishop - Piper at the Gates of Dawn av Richard Cowper |
| 1978 | Stardance” av Spider Robinson och Jeanne Robinson                                             | - In the Hall of the Martian Kings av John Varley - Aztecs av Vonda N. McIntyre - A Snark in the Night av Gregory Benford - The Wonderful Secret av Keith Laumer                                                                                  |
| 1979 | The Persistence of Vision av John Varley                                                      | - Fireship av Joan D. Vinge - The Watched av Christopher Priest - Enemies of the System av Brian W. Aldiss - Seven American Nights av Gene Wolfe                                                                                                  |
| 1980 | Enemy Mine av Barry B. Longyear                                                               | - Songhouse av Orson Scott Card - The Moon Goddess and the Son av Donald Kingsbury - Ker-Plop av Ted Reynolds - The Battle of the Abaco Reefs av Hilbert Schenck                                                                                  |
| 1981 | Lost Dorsai av Gordon R. Dickson                                                              | - One-Wing av George R. R. Martin och Lisa Tuttle - Nightflyers av George R. R. Martin - The Brave Little Toaster av Thomas M. Disch - All the Lies That Are My Life av Harlan Ellison                                                            |
| 1982 | The Saturn Game av Poul Anderson                                                              | - In the Western Tradition av Phyllis Eisenstein - Blue Champagne av John Varley - With Thimbles, with Forks, and Hope av Kate Wilhelm - True Names av Vernor Vinge - Emergence av David R. Palmer                                                |
| 1983 | Souls av Joanna Russ                                                                          | - The Postman av David Brin - Unsound Variations av George R. R. Martin - Brainchild av Joseph H. Delaney - To Leave a Mark av Kim Stanley Robinson - Another Orphan av John Kessel                                                               |
| 1984 | Cascade Point av Timothy Zahn                                                                 | - Hardfought av Greg Bear - In the Face of My Enemy av Joseph H. Delaney - Seeking av David R. Palmer - Hurricane Claude av Hilbert Schenck |
| 1985 | Press Enter [] av John Varley                                                                 | - Cyclops av David Brin - Valentina av Joseph H. Delaney och Marc Stiegler - Summer Solstice av Charles L. Harness - Elemental av Geoffrey A. Landis                                                                                              |
| 1986 | 24 Views of Mt. Fuji, by Hokusai av Roger Zelazny                                             | - Sailing to Byzantium av Robert Silverberg - The Only Neat Thing to Do av James Tiptree, Jr. - Green Mars av Kim Stanley Robinson - The Scapegoat av C. J. Cherryh                                                                               |
| 1987 | Gilgamesh in the Outback av Robert Silverberg                                                 | - Escape from Kathmandu av Kim Stanley Robinson - R & R av Lucius Shepard - Spice Pogrom av Connie Willis - Eifelheim av Michael F. Flynn |
| 1988 | Eye for Eye av Orson Scott Card                                                               | - The Secret Sharer av Robert Silverberg - The Blind Geometer av Kim Stanley Robinson - Mother Goddess of the World av Kim Stanley Robinson - The Forest of Time av Michael Flynn                                                                 |
| 1989 | The Last of the Winnebagos av Connie Willis                                                   | - The Scalehunter’s Beautiful Daughter av Lucius Shepard - Journals of the Plague Years av Norman Spinrad - The Calvin Coolidge Home for Dead Comedians av Bradley Denton - Surfacing av Walter Jon Williams                                      |
| 1990 | The Mountains of Mourning av Lois McMaster Bujold                                             | - The Father of Stones av Lucius Shepard - A Touch of Lavender av Megan Lindholm - Time Out av Connie Willis - Tiny Tango av Judith Moffett |
| 1991 | The Hemingway Hoax av Joe Haldeman                                                            | - Bully! av Mike Resnick - A Short, Sharp Shock av Kim Stanley Robinson - Bones av Pat Murphy - Fool to Believe av Pat Cadigan |
| 1992 | Beggars in Spain av Nancy Kress                                                               | - The Gallery of His Dreams av Kristine Kathryn Rusch - Jack av Connie Willis - Griffin’s Egg av Michael Swanwick - And Wild for to Hold av Nancy Kress                                                                                           |
| 1993 | Barnacle Bill the Spacer av Lucius Shepard                                                    | - Stopping at Slowyear av Frederik Pohl - Protection av Maureen F. McHugh - Uh-Oh City av Jonathan Carroll - The Territory av Bradley Denton |
| 1994 | Down in the Bottomlands av Harry Turtledove                                                   | - Wall, Stone, Craft av Walter Jon Williams - Into the Miranda Rift av G. David Nordley - The Night We Buried Road Dog av Jack Cady - An American Childhood av Pat Murphy - Mefisto in Onyx av Harlan Ellison                                     |
| 1995 | Seven Views of Olduvai Gorge av Mike Resnick                                                  | - Les Fleurs du Mal av Brian Stableford - Forgiveness Day av Ursula K. Le Guin - Cri de Coeur av Michael Bishop - Melodies of the Heart av Michael F. Flynn                                                                                       |
| 1996 | The Death of Captain Future av Allen Steele                                                   | - A Woman’s Liberation av Ursula K. Le Guin - Bibi av Susan Shwartz och Mike Resnick - A Man of the People av Ursula K. Le Guin - Fault Lines av Nancy Kress                                                                                      |
| 1997 | Blood of the Dragon av George R. R. Martin                                                    | - Time Travelers Never Die av Jack McDevitt - Immersion av Gregory Benford - Abandon in Place av Jerry Oltion - Gas Fish av Mary Rosenblum - The Cost to Be Wise av Maureen F. McHugh                                                             |
| 1998 | …Where Angels Fear to Tread av Allen Steele                                                   | - The Funeral March of the Marionettes av Adam-Troy Castro - Ecopoiesis av Geoffrey A. Landis - Loose Ends av Paul Levinson - Marrow av Robert Reed                                                                                               |
| 1999 | Oceanic av Greg Egan                                                                          | - Aurora in Four Voices av Catherine Asaro - Story of Your Life av Ted Chiang - Get Me to the Church on Time av Terry Bisson - The Summer Isles av Ian R. MacLeod                                                                                 |
| 2000 | The Winds of Marble Arch av Connie Willis                                                     | - Forty, Counting Down av Harry Turtledove - The Astronaut from Wyoming av Adam-Troy Castro och Jerry Oltion - Hunting the Snark av Mike Resnick - Son, Observe the Time av Kage Baker                                                            |
| 2001 | The Ultimate Earth av Jack Williamson                                                         | - A Roll of the Dice av Catherine Asaro - The Retrieval Artist av Kristine Kathryn Rusch - Oracle av Greg Egan - Seventy-Two Letters av Ted Chiang - Radiant Green Star av Lucius Shepard                                                         |
| 2002 | Fast Times at Fairmont High av Vernor Vinge                                                   | - Stealing Alabama av Allen M. Steele - May Be Some Time av Brenda W. Clough - The Chief Designer av Andy Duncan - The Diamond Pit av Jack Dann                                                                                                   |
| 2003 | Coraline av Neil Gaiman                                                                       | - Bronte’s Egg av Richard Chwedyk - Breathmoss av Ian R. MacLeod - A Year in the Linear City av Paul Di Filippo - The Political Officer av Charles Coleman Finlay - In Spirit av Pat Forde                                                        |
| 2004 | The Cookie Monster av Vernor Vinge                                                            | - The Empress of Mars av Kage Baker - Just Like the Ones We Used to Know av Connie Willis - The Green Leopard Plague av Walter Jon Williams - Walk in Silence av Catherine Asaro                                                                  |
| 2005 | The Concrete Jungle av Charles Stross                                                         | - Sergeant Chip av Bradley Denton - Elector av Charles Stross - Winterfair Gifts av Lois McMaster Bujold - Time Ablaze av Michael A. Burstein |
| 2006 | Inside Job av Connie Willis                                                                   | - Burn av James Patrick Kelly - Magic for Beginners av Kelly Link - The Little Goddess av Ian McDonald - Identity Theft av Robert J. Sawyer |
| 2007 | A Billion Eves av Robert Reed                                                                 | - Lord Weary’s Empire av Michael Swanwick - Julian: A Christmas Story av Robert Charles Wilson - The Walls of the Universe av Paul Melko - Inclination av William Shunn                                                                           |
| 2008 | The Merchant and the Alchemist’s Gate av Ted Chiang                                           | - Recovering Apollo 8 av Kristine Kathryn Rusch - The Fountain of Age av Nancy Kress - Memorare av Gene Wolfe - Stars Seen Through Stone av Lucius Shepard                                                                                        |
| 2009 | The Erdmann Nexus av Nancy Kress                                                              | - Truth av Robert Reed - The Tear av Ian McDonald - True Names av Benjamin Rosenbaum och Cory Doctorow - The Political Prisoner av Charles Coleman Finlay                                                                                         |
| 2010 | Palimpsest av Charles Stross                                                                  | - The God Engines av John Scalzi - The Women of Nell Gwynne’s av Kage Baker - Act One av Nancy Kress - Vishnu at the Cat Circus av Ian McDonald - Shambling Towards Hiroshima av James Morrow                                                     |
| 2011 | The Lifecycle of Software Objects av Ted Chiang                                               | - Troika av Alastair Reynolds - The Lady Who Plucked Red Flowers beneath the Queen’s Window av Rachel Swirsky - The Sultan of the Clouds av Geoffrey A. Landis - The Maiden Flight of McCauley’s Bellerophon av Elizabeth Hand                    |
| 2012 | The Man Who Bridged the Mist av Kij Johnson                                                   | - Kiss Me Twice av Mary Robinette Kowal - Silently and Very Fast av Catherynne M. Valente - The Man Who Ended History: A Documentary av Ken Liu - Countdown av Mira Grant - The Ice Owl av Carolyn Ives Gilman                                    |
| 2013 | The Emperor’s Soul av Brandon Sanderson                                                       | - After the Fall, Before the Fall, During the Fall av Nancy Kress - The Stars Do Not Lie av Jay Lake - On a Red Station, Drifting av Aliette de Bodard - San Diego 2014: The Last Stand of the California Browncoats av Mira Grant                |
| 2014 | Equoid av Charles Stross                                                                      | - Six-Gun Snow White av Catherynne M. Valente - Wakulla Springs av Andy Duncan och Ellen Klages - The Chaplain’s Legacy av Brad Torgersen - The Butcher of Khardov av Dan Wells                                                                   |
| 2015 | Inget pris                                                                                    | - Flow av Arlan Andrews, Sr - Big Boys Don’t Cry av Tom Kratman - One Bright Star to Guide Them av John C. Wright - The Plural of Helen of Troy av John C. Wright - Pale Realms of Shade av John C. Wright                                        |
| 2016 | Binti av Nnedi Okorafor                                                                       | - Penric’s Demon av Lois McMaster Bujold - Slow Bullets av Alastair Reynolds - Perfect State av Brandon Sanderson - The Builders av Daniel Polansky                                                                                               |
| 2017 | Every Heart a Doorway av Seanan McGuire                                                       | - The Dream-Quest of Vellitt Boe av Kij Johnson - Penric and the Shaman av Lois McMaster Bujold - The Ballad of Black Tom av Victor LaValle - A Taste of Honey av Kai Ashante Wilson - This Census-Taker av China Miéville                        |
| 2018 | All Systems Red av Martha Wells                                                               | - And Then There Were (N-One) av Sarah Pinsker - Down Among the Sticks and Bones av Seanan McGuire - Binti: Home av Nnedi Okorafor - The Black Tides of Heaven av JY Yang - River of Teeth av Sarah Gailey                                        |
| 2019 | Artificial Condition av Martha Wells                                                          | - The Tea Master and the Detective av Aliette de Bodard - Beneath the Sugar Sky av Seanan McGuire - The Black God’s Drums av P. Djèlí Clark - Binti: The Night Masquerade av Nnedi Okorafor - Gods, Monsters, and the Lucky Peach av Kelly Robson |
| 2020 | This Is How You Lose the Time War av Amal El-Mohtar och Max Gladstone                         | - In an Absent Dream av Seanan McGuire - To Be Taught, If Fortunate av Becky Chambers - The Haunting of Tram Car 015 av P. Djèlí Clark - Anxiety Is the Dizziness of Freedom av Ted Chiang - The Deep av Rivers Solomon                           |
| 2021 | The Empress of Salt and Fortune av Nghi Vo                                                    | - Ring Shout av P. Djèlí Clark - Come Tumbling Down av Seanan McGuire - Upright Women Wanted av Sarah Gailey - Finna av Nino Cipri - Riot Baby av Tochi Onyebuchi                                                                                 |
| 2022 | A Psalm for the Wild-Built av Becky Chambers                                                  | - Across the Green Grass Fields av Seanan McGuire - Elder Race av Adrian Tchaikovsky - Fireheart Tiger av Aliette de Bodard - The Past Is Red av Catherynne M. Valente - A Spindle Splintered av Alix E. Harrow                                   |
| 2023 | Where the Drowned Girls Go av Seanan McGuire                                                  | - Even Though I Knew the End av C.L. Polk - Into the Riverlands av Nghi Vo - A Mirror Mended av Alix E. Harrow - Ogres av Adrian Tchaikovsky - What Moves the Dead av T. Kingfisher                                                               |